# Tor laterivittatus
Tor laterivittatus és una espècie de peix cipriniforme de la família dels ciprínids.

## Morfologia
Els mascles poden assolir els 60 cm de longitud total.

## Distribució geogràfica
Es troba al riu Mekong al seu pas per Laos i Yunnan (Xina).